# كريس ستارك
كريس ستارك (بالإنجليزية: Chris Stark)‏ هو دي جيه بريطاني، ولد في 12 مارس 1987 في واتفورد في المملكة المتحدة.